# 喀斯特地貌

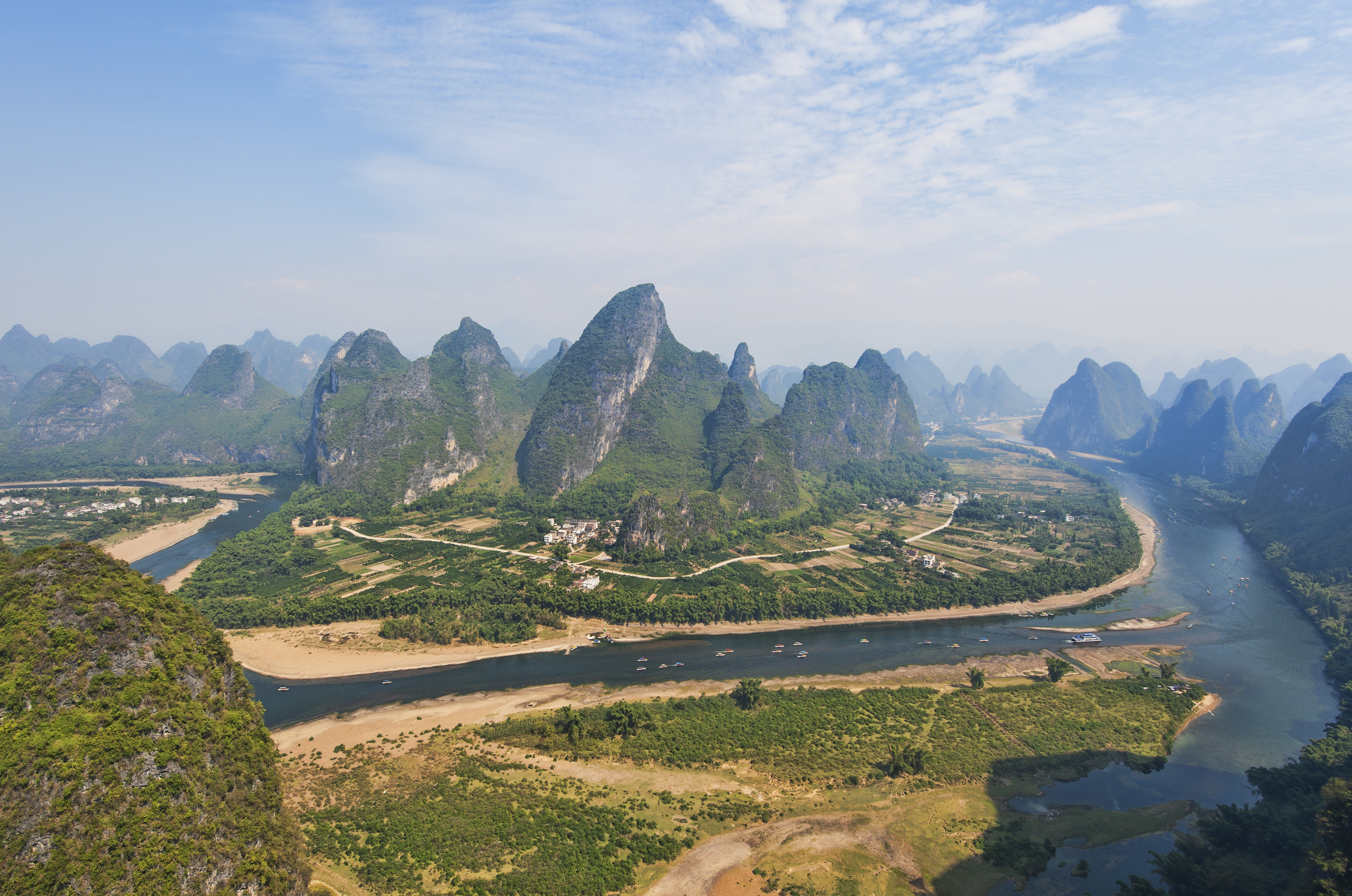
广西阳朔漓江峰丛

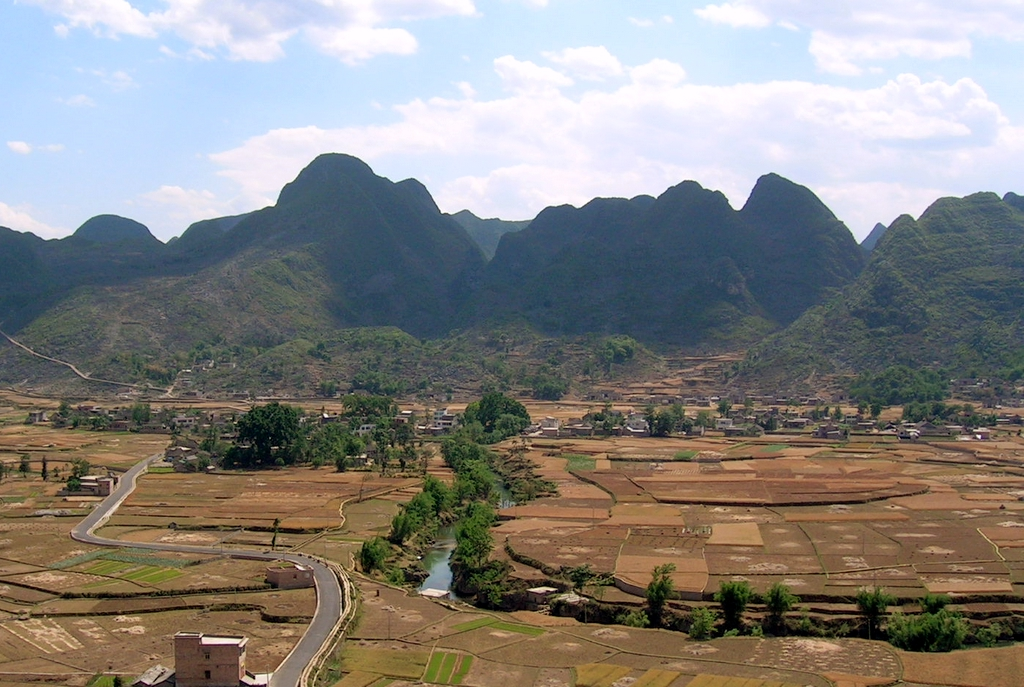
贵州兴义万峰林

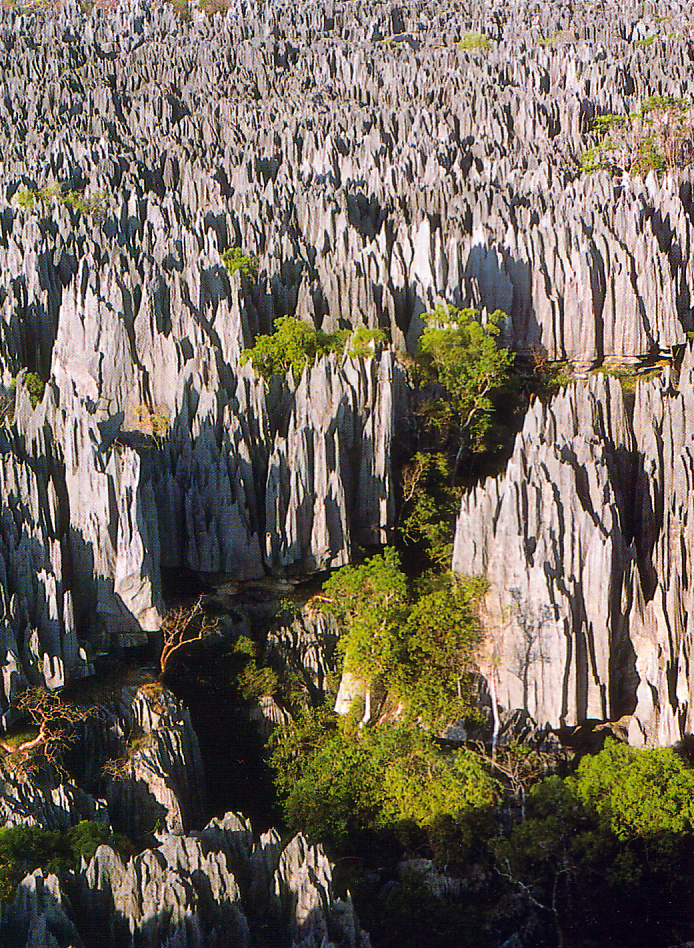
馬達加斯加黥基·德·贝马拉哈自然保护区

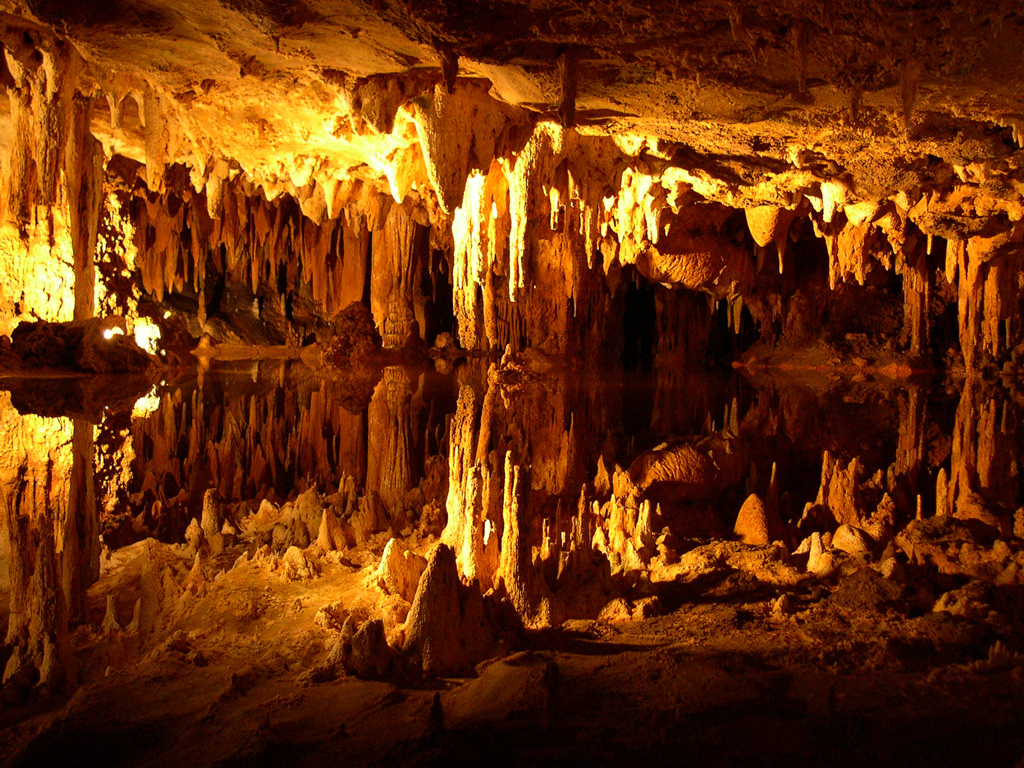
美國仙納度國家公園

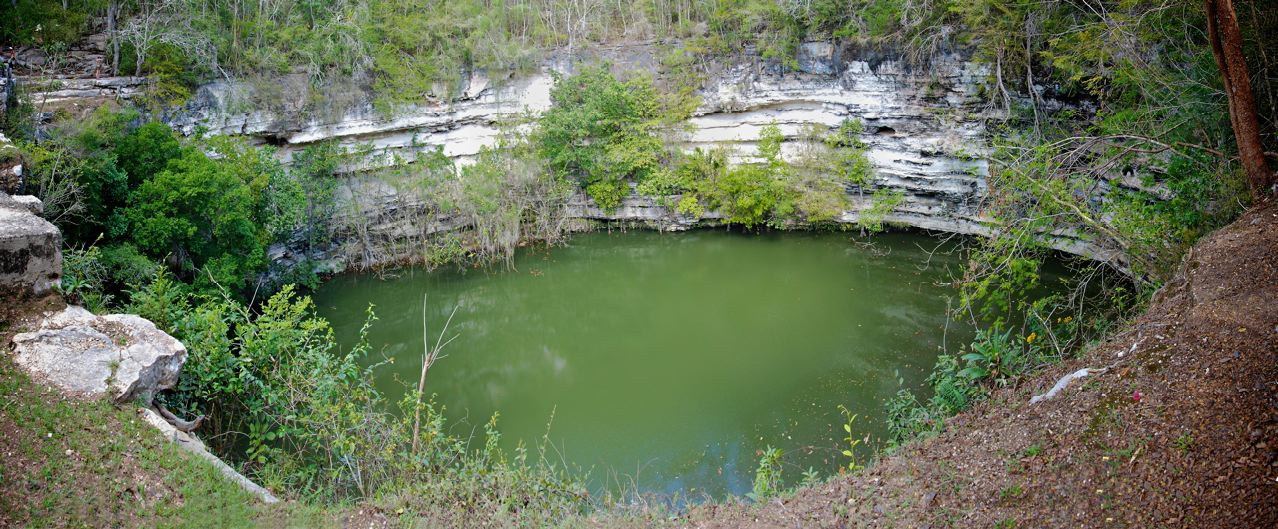
墨西哥奇琴伊察

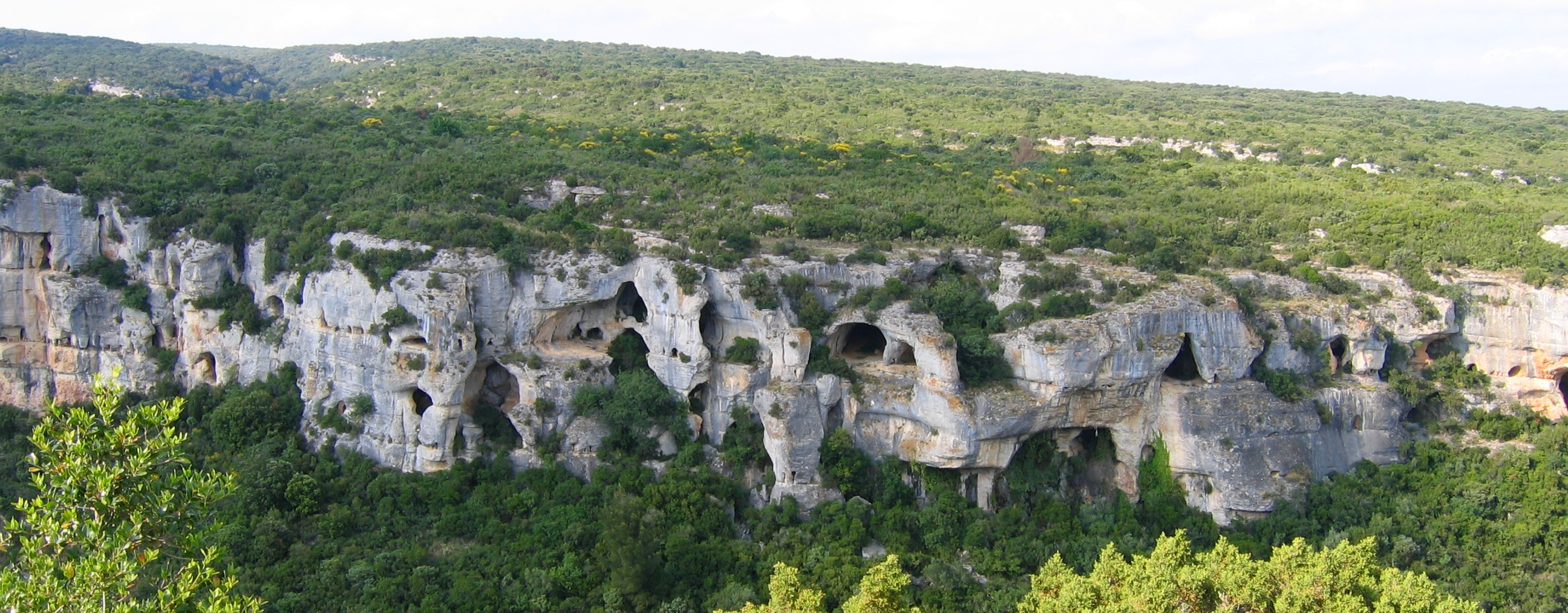
法国米内尔夫喀斯特地貌

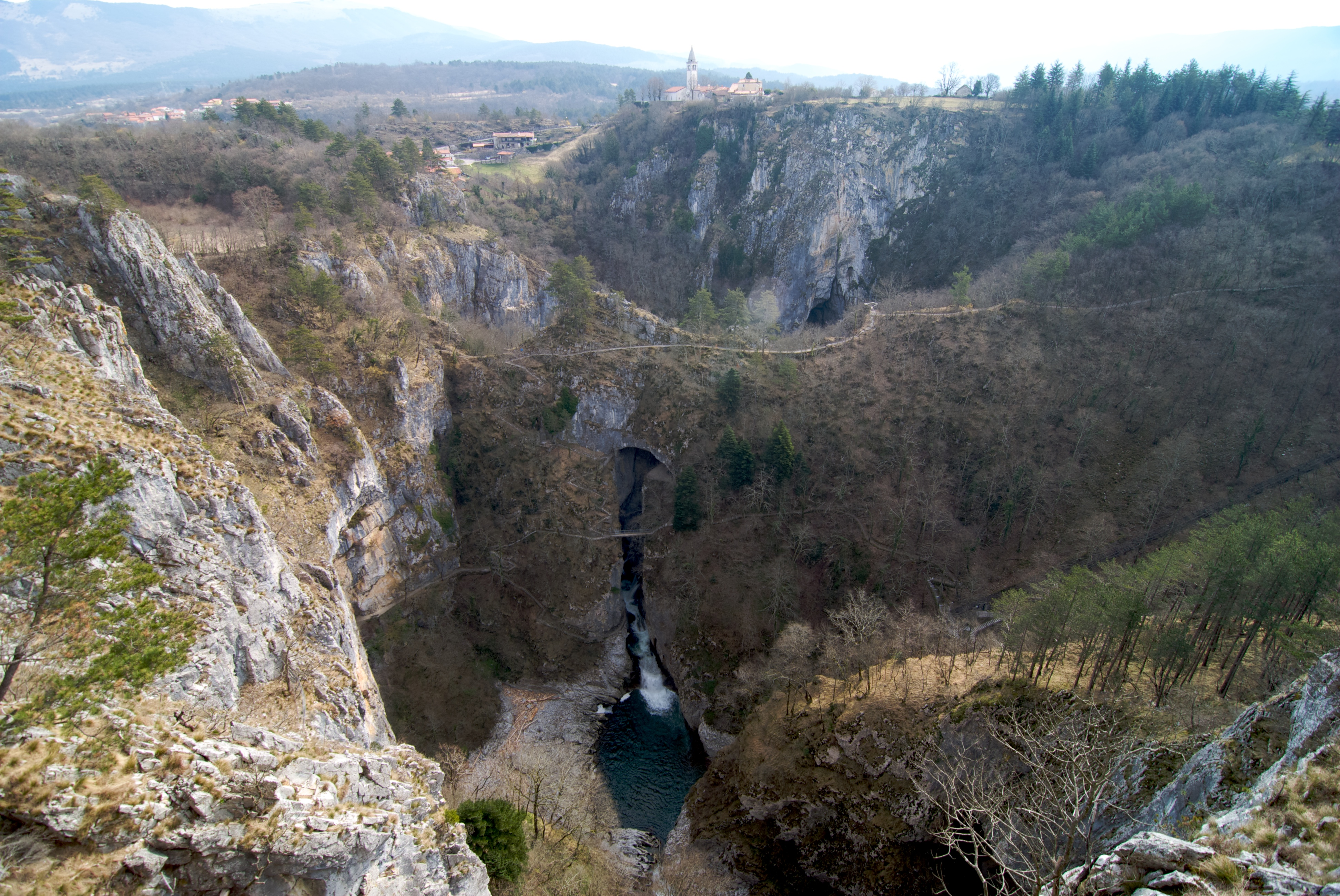
斯洛文尼亚什科茨揚溶洞入口处

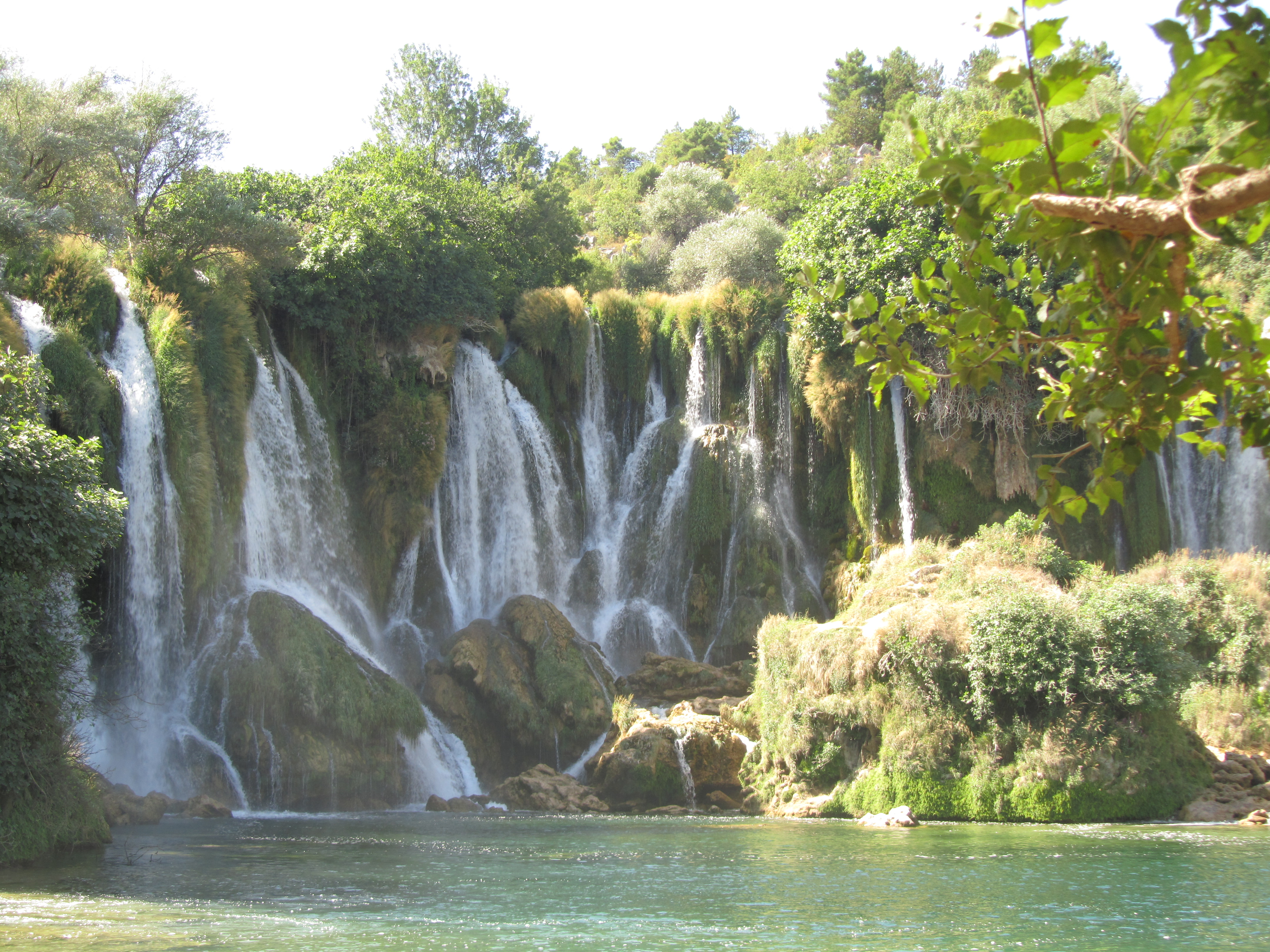
波士尼亞Kravica瀑布

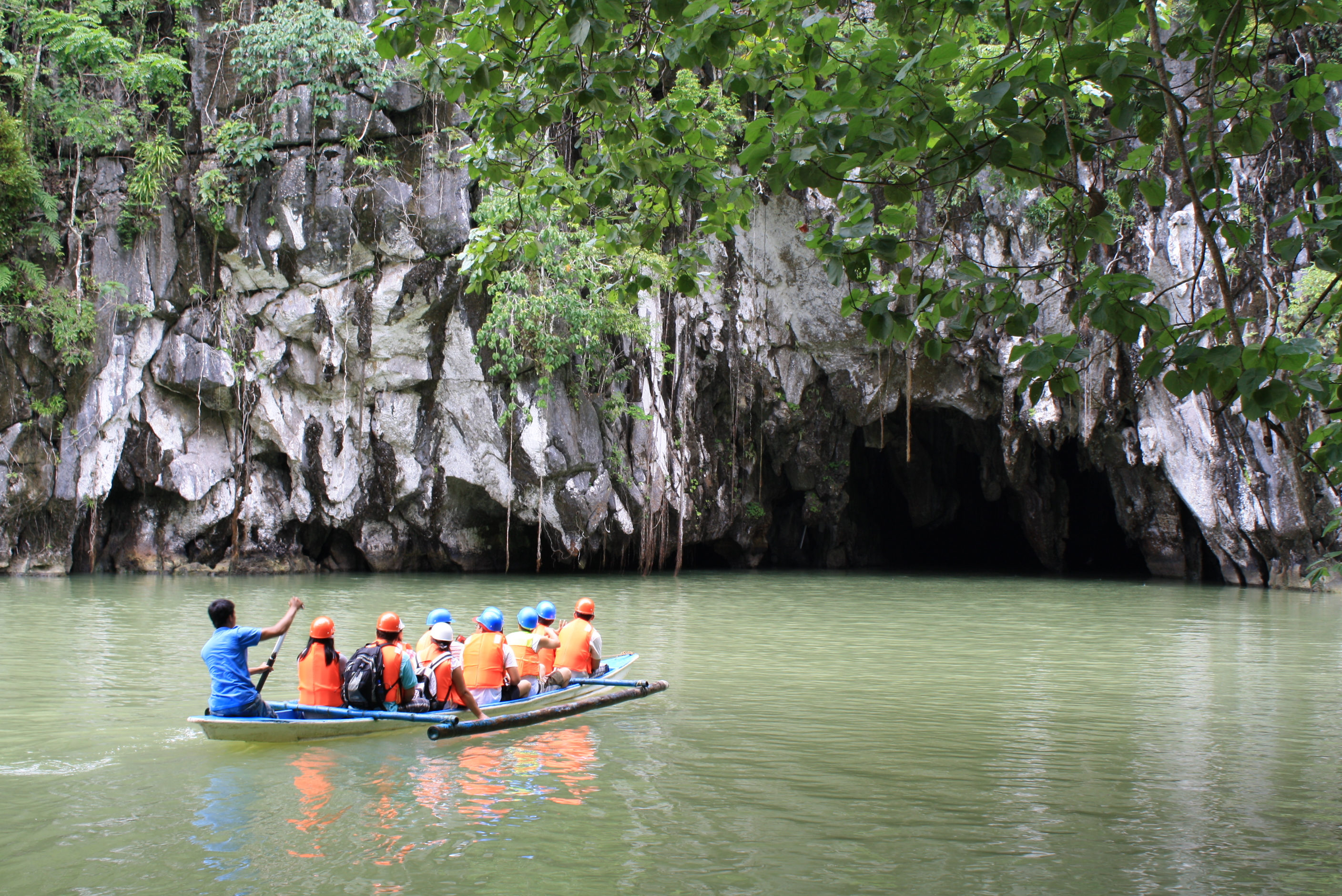
菲律宾普林塞萨港地下河国家公园

雲南瀘西阿廬古洞擎天玉柱；高8公尺，直徑0.3公尺

喀斯特地貌（英語：karst）又稱為岩溶地貌、溶蝕地形、石灰岩地形，是具有溶蚀力的水对可溶性岩石（碳酸盐岩类、硫酸盐岩、卤盐岩）进行溶蚀等作用所形成的地表和地下形态的总称。水对可溶性岩石所进行的作用，统称为喀斯特作用。当雨水或者地下水与地面的碳酸盐类岩石接触时，就会有少量碳酸盐溶于水中。经过长时期的溶解侵蚀，形成了以地表岩层千沟万壑为标志的地表特征。在喀斯特地貌下往往存在地下河、溶洞等景象。
喀斯特地貌约占陆地面积的15%。中国是喀斯特面积最大、分布最广的国家，达344万平方千米，其中以贵州为中心的西南裸露型喀斯特地区是世界上面积最大、最集中连片分布区。
喀斯特地貌的地表崎嶇、土壤十分貧瘠，不利農業發展，因此在雲貴高原有「地無三里平，天無三日晴，人無三兩銀」的俗諺。但其千沟万壑的特色卻十分受到觀光客青睞。除了云贵高原以外，巴爾幹半島、尤卡坦半岛均有喀斯特地形的存在。

## 语源
“喀斯特”（karst）之名来自斯洛文尼亚伊斯特拉半岛的喀斯特高原（当地称为Kars，意为岩石裸露的地方）。喀斯特是位於斯洛維尼亞西南部河谷以南，並延伸到義大利東北角一片高地。（當地稱該高地Il Carso，為喀斯特地形之意）这里在中生代形成了分布广泛的厚实的石灰岩层。经过长时间的水流侵蚀，形成了可能是世界上最典型的喀斯特地貌之一。地理學家最早在該地做有系統的岩溶地貌研究。19世纪中叶，地质学家们将这种石灰岩层所特有的地貌冠名以「喀斯特」。
1966年2月14日至23日中华人民共和国地质部水文地质工程地质局在广西桂林召开的第二届中国岩溶(喀斯特)学术会议，建议将中文里“喀斯特”一词改为“岩溶”，以便于中国学者理解接受。1981年在山西太原召开的北方岩溶会议上，议定为了方便国际接轨和学术交流，“喀斯特”和“岩溶”都可使用，但不要与黑土岩溶、黄土岩溶和冻土岩溶混淆，这三类的物质基础不属于喀斯特地形的三类可溶性岩石。

## 特点
喀斯特地形以洞穴、溶洞、岩石陷落、丘陵和凹陷地带等独特的地貌形态为特征。通常地下水系统非常发达，形成了复杂的地下河流、地下湖泊和喷泉。此外，喀斯特地形还常常出现土壤稀少、侵蚀速率较高以及水土流失等环境问题。

## 化学原理
喀斯特地形的形成通常是温带气候地区pH值较低的酸性雨和石灰岩层所造成的。随着地表下的岩石不断与水反应，将不溶的碳酸盐在与二氧化碳的共同作用下不断生成可溶但不稳定的碳酸氢盐，在排水较好的地下岩层就能形成一个大的溶洞。溶洞中的水在流动时，其溶解的碳酸氢盐就可能分解，再度形成不溶的碳酸盐沉降在地面。溶洞中从高处落下这样的水滴就可能在很短的时间内将碳酸盐沉降在溶洞顶部，而另一部分则会在地面沉降。上部的碳酸盐沉降往往形成一个倒锥形的钟乳石，而地面上会形成形如其名的石笋。

## 喀斯特地形分類

### 按其發育演化
- 地表水沿石灰岩内的節理或裂隙發生溶蝕作用，形成岩溝。
- 地表水沿灰岩裂缝向下渗流和溶蚀，超过100m深后形成滲穴（落水洞）。
- 从落水洞下落的地下水到含水层后发生横向流动，形成溶洞（鐘乳洞/石灰岩洞）。
- 随地下洞穴的形成地表发生塌陷，塌陷的深度大面积小，称坍陷漏斗，深度小面积大则称窪盆（英语：Uvala (landform)）。
- 地下水的溶蚀与塌陷作用长期相结合地作用，形成坡立谷和天生桥。
- 地面上升，原溶洞和地下河等被抬出地表成乾谷和石林，地下水的溶蚀作用在旧日的溶洞和地下河之下继续进行。

### 按出露条件
- 裸露型喀斯特
- 覆盖型喀斯特
- 埋藏型喀斯特

### 按气候带
- 热带喀斯特
- 亚热带喀斯特
- 温带喀斯特
- 寒带喀斯特
- 干旱区喀斯特

### 按岩性
- 石灰岩喀斯特
- 白云岩喀斯特
- 石膏喀斯特
- 盐喀斯特

### 地形種類
1. 岩面地形：與岩性植被有無，岩石節理、片理、層理以及其破裂面程度有關。多孔隙純石灰岩與白雲岩不易發生，有植被的地表比無植被的容易被溶蝕。
2. 石灰岩河谷：石灰岩地面理論上不會有表面逕流，但仍存在因大多發源地是非石灰岩區，只是剛好流經此處。地區內乾溝最普遍，原為表流，沒入地底；原來河谷便成為乾溝，可能被誤認成河川襲奪的風口谷。
3. 滲穴：水在石灰岩上節理處滲入石灰岩，溶蝕節理，起初是水入地下的孔道，久之入口加大如漏斗，深度至少三至五公尺。
4. 構造谷地
5. 洞穴：石灰岩被入滲地下的水溶解成穴、孔道，又連結起來成為一地下水系。石灰岩水系是立體系，連結各洞口孔道好幾層，可能各層生成不同時，越老越高，只有最低的一層有流水。
6. 白堊區域：英國東南和法國，白堊容易溶蝕，透水性強，不容積水，地面表流沖刷出的常是乾溝。

由其他不同成因而产生形态上类似喀斯特的现象，统称为假喀斯特，包括碎屑喀斯特、黄土和粘土喀斯特、热融喀斯特和火山岩区的熔岩喀斯特等。它们不是由可溶性岩石所构成，在本质上不同于喀斯特。

## 地势分布
喀斯特地貌主要分布在气候暖湿的石灰岩层分布区。较著名的区域有中国广西、云南和贵州等省（区），越南北部，南斯拉夫狄那里克阿尔卑斯山区，意大利和奥地利交界的阿尔卑斯山区，法国中央高原，俄罗斯乌拉尔山，澳大利亚南部，美国肯塔基和印第安纳州，古巴及牙买加等地。中国喀斯特地貌分布广、面积大。主要分布在碳酸盐岩出露地区，面积约91～130万平方公里。其中以广西、贵州和云南东部所占的面积最大，是世界上最大的喀斯特区之一；有著名的云南石林。

## 应用
喀斯特矿泉、温泉富含有益元素和气体，有医疗价值。喀斯特洞穴和古喀斯特面上各种沉积矿产较为丰富，古喀斯特潜山是良好的储油气构造。喀斯特地区的奇峰异洞、明暗相间的河流、清澈的喀斯特泉等，是很好的旅游资源。

## 中國溶岩地區的環境問題
1. 石漠化問題熱帶亞熱帶濕潤與半濕潤氣候條件，溶岩極其發育的自然背景下，受人為活動干擾，使地表植被遭受破壞，造成土壤嚴重侵蝕，基岩大面積裸露，土地退化的極端表現。
2. 缺水問題
3. 地下水污染岩溶地區人類活動，常在地下河系統的匯水區，而地表水常通過落水洞排入地下，缺乏過濾作用，岩溶水極易受到汙染，中國南方多地下河已變成下水道。
4. 地面塌陷
  1. 基岩塌陷：分別有地下河塌陷、礦產開採塌陷、蒸發岩溶石塌陷。岩溶上鬆散沉積層中的塌陷：地下水位坡動引起土中潛蝕，產生土洞，導致塌陷。（抽水、氣候變化、水庫蓄水）
  2. 震動：工程施工。（廣西貴港市樟木鎮塌陷）
5. 洪澇

產生與加劇原因：
1. 季風區降水分配時間不均勻（5-9月降水佔全年75~85%）
2. 岩溶地下水系發育
3. 水土流失，泥沙淤塞地下河咽喉部位
4. 大江大河上建水庫，地表水沿地下河倒灌以致其內澇問題加劇。
5. 全球變化問題